# Sommer-Paralympics 2016/Teilnehmer (Syrien)
| stlisierte Goldmedaille | stlisierte Silbermedaille | stlisierte Bronzemedaille |
| ----------------------- | ------------------------- | ------------------------- |
| —                       | —                         | —                         |

Syrien entsendete zu den Paralympischen Spielen 2016 in Rio de Janeiro (7. bis 18. September) zwei Athleten, einen Mann und eine Frau. Flaggenträger bei der Eröffnungszeremonie war der Leichtathlet Mohamad Mohamad.

## Teilnehmer nach Sportart

### Leichtathletik
| Athleten        | Wettbewerb         | Vorlauf/Vorkampf | Vorlauf/Vorkampf | Halbfinale | Halbfinale | Finale     | Finale | Rang |
| Athleten        | Wettbewerb         | Zeit/Weite       | Rang             | Zeit/Weite | Rang       | Zeit/Weite | Rang   | Rang |
| --------------- | ------------------ | ---------------- | ---------------- | ---------- | ---------- | ---------- | ------ | ---- |
| Männer          |                    |                  |                  |            |            |            |        |      |
| Mohamad Mohamad | Speerwurf F56/67   | –                | –                | –          | –          | 32,72 m    | 10     | 10   |
| Mohamad Mohamad | Kugelstoßen F56/57 | –                | –                | –          | –          | 13,91 m    | 6      | 6    |

### Powerlifting
| Athleten      | Wettbewerb       | Gewicht | Rang |
| ------------- | ---------------- | ------- | ---- |
| Frauen        |                  |         |      |
| Noura Baddour | Klasse bis 41 kg | 92 kg   | 4    |